# Брестів
Бресті́в — село в Україні, у Закарпатській області, Мукачівському районі. Входить до складу Чинадіївської селищної громади.

## Загальна характеристика села
Розкинулося село на території Мукачівського району Закарпатської області біля підніжжя гори Бомбушка, що входить до складу гірського хребта Великий Діл. З північної сторони село межує з населеними пунктами Свалявського району: Пасіка. З північно-західної сторони — село Карпати. З південного — село Плоскановиця, з південно-західного — село Вільховиця.
Село було засновано у 1600 році. Площа 0,749 км². Густота населення 473,97 осіб/км². Середня висота над рівнем моря 528 метрів, географічні координати 48º29'59" північної широти, 22º54'42" східної довготи.
Рельєф місцевості — гористий. Тільки близько 20 кілометрів відділяють наше село від Закарпатської низовини, що простяглася на крайньому заході України.
Село потопає в зелені лісів, у квітучих садах. Як і більшість сіл в Україні, село Брестів складається з однієї довгої вулиці та маленьких куточків та присілків. З давніх-давен існують традиційні назви вулиць. Є вулиця Садова, Миру, Спортивна, Шевченка. Присілки: Кодришевиця та Потік. Зараз село нараховує 118 дворів, населення — 355 чоловік. До сільської ради входять такі населені пункти Лецовиця і Плоскановиця.

## Присілки
Малий Брестів
Малий Брестів — колишнє село в Україні, в Закарпатській області.
Обєднане з селом Брестів
Згадки: 1645: Kis Breszto, 1808: Kis-Bresztó, 1851: Bresztó (Kis és Nagy), 1877: Bresztó (Kis-), 1882: Bresztó (Kis-).

## Історія виникнення, заснування села
Достовірних фактів про заснування села на цей час немає. Існує тільки переказ, який розповідає про походження назви села. В далекому минулому, ще за часів панщини, з Білорусі (можливо з Бреста) втік чоловік, рятуючись від нестерпних мук панщини. З історії знаємо, що деякі пани дуже жорстоко розправлялися із своїми кріпаками-втікачами. Тому якнайдалі намагався втекти чоловік. От і оселився в лісах, де було менше людей. Скоріш за все це був присілок, який зараз називається Кодришевиця. Але сам прийшов втікач чи з сім'єю, ніхто не знає. Та про втікача жителі навколишніх недалеких сіл все ж таки дізналися, бо виявилось, що той був добрий майстер. І коли в когось питали: «Куди йдеш?» той відповідав: «До Бреста», чи «Брестова». Ось так, за переказами, і назвали місцину Брестово. Зараз зустрічаємо і назву Брестів. Саме так
написано у архівних документах.
Можна припустити, що назва походить і від слова «берест». Адже знаємо про грамоти на бересті — «берестяні грамоти». Можливо, ці грамоти теж були знайдені на нашій території. Вони могли бути в обігу, адже сусідні села Бистриця й Бабичі згадуються в писемних пам'ятках ще раніше ще в XIII столітті (Бистриця) та XV столітті (Бабичі). Село має ще й присілок Кодришевиця та Потік.
За переказами старших людей все-таки у присілку Кодришевиця були перші поселення. Чи то присілок дав привід для того, що в селі є багато прізвищ Кодриш, чи навпаки — хтось за прізвищем Кодриш поселився у присілку і дав назву цьому присілку — невідомо.
З іншим присілком Потік більш зрозуміло: стрімкий потік тече поміж двома берегами, зарослими ліщиною, березою. Місце для проживання дуже зручне. У сильну вітряну погоду тут більш спокійно, затишно, та й птицю розводь — простору досить. Ось і поселилися люди, правда, набагато пізніше.
З «Історії міст і сіл УРСР» 1969 року видання записано, що перша згадка про село датується 1600 роком. Але є відомості про те, що на території і в околиці села Брестова найдені 2 поклади X—IX століття до нашої ери. Один складався із 6 бронзових мечів, другий — із сільськогосподарських знарядь. Історичним фактом є те, що у 107 р. утворюється провінція Риму Верхня Дакія «Dacia Superior» (північний кордон по р. Самош). Закарпаття входило у безпосередню контактну зону з Римською імперією. На території нашого села був знайдений Брестівський скарб, який належить до групи грошово-речових, у які входило 25 золотих римських монет від Сабіни до Валента (II—IV століття нашої ери), золоті злитки й уривки золотого ланцюжка. Загальна вага скарбу 490 г. Цей скарб судячи з наявності в ньому утилізованих монет (19 із 25) та золотому лому, скоріше за все, належав ювеліру. Поряд із різноманітними прикрасами, цей ювелір виготовляв і підвіски з золотих монет. Ці археологічні знахідки римських монет-динаріїв дають можливість вважати, що на нашій території були поселення дакійців, які залишили по собі слід.
Брестів можна назвати одним із поселенням культури карпатських курганів, яка припадає на 100—400 роки. Тут було знайдено знаряддя праці: миски з орнаментом, прикраси, мечі, мотики, серпи, ножі, пряжки, преслиця і золоті прикраси V століття нашої ери. Цю культуру зараховують до племен карпів або до костобоків.

## Історичні події для села
Звичайно, що для такого невеличкого і віддаленого від більш-менш населених пунктів села, якихось визначних історичних подій сподіватись марно, та все ж вони були.
З історії відомо, що 13 липня 1728 року австрійський імператор Карло III передав Мукачівську домінію архієпископу німецького міста Майна графу Лотару Франку Шенборну. Представники роду Шенборнів продовжували управляти землями аж до кінця Першої світової війни. Згідно земельної реформи, проведеної владою Чехословаччини, Мукачево-Чинадіївска домінія, до якої входив Брестів, була ліквідована. Останні Шенборни покинули Закарпаття напередодні Другої світової війни.
Недалеко від нашого села на території теперішнього санаторію «Карпати» граф побудував собі замок. Ясна річ, що навколишні ліси належали графу. І приїздив граф для того, щоб відпочити, сходити на полювання. В урочищі Костьове за часів графа була збудована колиба для ночівлі мисливців. Люди 20-30-х років народження пам'ятають цю колибу. Довгий час по тому бачили і руїни колиби.
Старі жителі згадують, що намісники графа Шенборна, які збиралися на полювання, шедро платили тим лісникам, які знали зігнати звірину ближче до села, щоб можна було легше і більше вполювати здобичі.
Але є відомості про те, що у 1921 році жителі навколишніх сіл виступили проти податків, які платили селяни за користування лісом.
З усіх районів Закарпаття Мукачівщина має найбільше сіл, де колись було найбільше дерев'яних церков найрізноманітніших форм. Звідси походять всі шедеври лемківського храмобудування. Та храми гинуть, як і люди. Одним із сіл де знаходилася така церква є і наш Брестів, де на початку XX століття вона перестала існувати. Це дало привід і поштовх до побудови нової церкви. Підтвердження цього знаходимо у записах церковної книги. Де є дані про те, що на початку XX століття, коли село увійшло до складу Австро-Угорщини, а саме у 1912 р., було закінчено будівництво церкви, яка існує і до цього часу.
Неабияку допомогу у будівництві надала нова влада, очевидно сподіваючись на те, що жителі села з часом приймуть їх віросповідання. Та цього не сталося, ні за часів Австро-Угорщини, ні пізніше, коли до влади прийшла Чехословаччина.
Чехословацька влада встановлена 1919 році так само багато допомагала селу. Було вимощено з каменю дорогу через урочище Млин від Вільховиці до Брестова. У 1936 році було здано в експлуатацію сільську школу, яка і зараз чудово збереглася.
Не пройшли для села непомітно події Другої Світової війни 1939—1945 рр. Про розвиток цих подій ми дізналися із розмови з нашими старожилами. Вони нам розповіли, що у 1944 році нацистська Німеччина, гнана 4-м українським фронтом нашою територією, намагалася чинити опір. У серпні 1944 року у нашому окрузі була розгорнута справжня партизанська боротьба проти нацистів. Сюди була десантована невелика партизанська група, яку очолив Русин Василь Павлович (уродженець села Лицовиця). Головним пунктом дислокації групи було урочище Кривуля, що поблизу села Бабичі. А один з опорних пунктів партизанської групи знаходився поблизу нашого села в районі гори Бомбушка. Саме їх і хотіли знищити нацисти, тікаючи в агонії в Німеччину. Також задумкою німців було знищення самого села. Виконуючи задумку, нацисти обстрілювали село. В цей час жителі рятуючись від обстрілів, ховались, хто у підвалах своїх будинків, а хто, разом із худобою втікали до лісу до підніжжя гори Бомбушка. Старожили, згадуючи тогочасні події, говорять, що напевно, Бог врятував село. Всі снаряди запущені в напрямок Брестова перелітали його, обстрілюючи прилеглі до села поля і ліси, не зачипивши жодну з хат. Таким чином, село залишилося неушкодженим.
Недалеко від Брестова проходила лінія фронтової оборони, де солдати мужньо захищали і боронили свій край. Війна підходила до кінця і мав відбутися один із останніх боїв на околицях нашого села. Нацистів чекали з боку Хуста. Та чи випадково, чи супротивникам було відомо, де саме розташовані наші війська, вони змінили свій курс і пройшли повз фронтової оборони. Це також розцінюємо як позитивний аспект, оскільки і селяни і воїни залишилися живими.
Після визволення Брестова від нацистских окупантів (25 жовтня 1944року) 8 жителів добровільно вступили в ряди Червоної Армії, 5 із них за мужність і хоробрість нагораджені орденами і медалями СССР. Активними учасниками партизанського руху з Брестова були Котубей Василь та Лендєл Василь. 25 жовтня 1944 року під натиском радянських військ нацисти майже без бою залишили наше село.
Не оминула Брестів і сувора Радянська влада, за часи панування якої постраждали невинні люди. Політично репресованим був житель села Станкович Іван Юрієвич і висланий до Сибіру.
Із становленням Радянської влади на Закарпатті, активно впроваджувався процес колективізації сільського господарства. Почалося масове відбирання земель та худоби у селян. З боку нового режиму зазнала переслідувань греко-католицька церква, було репресовано місцевого священика Малишка Івана, дружина якого була сільською вчителькою.
В Брестові була організована бригада колгоспу «Радянська Армія», центральна будівля якого знаходилася в Чинадієві. За бригадою було закріплено 420 га сільськогосподарських угідь, у тому числі 82 га орної землі, 12 га саду, 35 га сінокосів, 50 га пасовищ. Бригада займалася розведенням овець. За доблесну працю 6 колгоспників були наголоджені орденами і медалями СРСР.
У 1968 році було збудовано сільську раду. Сільській раді підпорядковані село Плоскановиця та село Лецовиця.
1980 рік — побудовано будинок культури. У якому розміщені клуб, бібліотека і медичний пункт.

## Храми
Квітень 2002 року ознаменував собою визначну подію для християнського населення села. На околиці Брестова знайдено в одному зі столітніх буків зображення хреста. Хрест на малюнку правильної форми, він такого ж розміру, як більшість церковних хрестів — 30 на 15 сантиметрів, із чіткими краями, наче випечений. Зараз цей хрест є місцевою святинею, оберегом, надією на процвітання нашого села.
храм Різдва Пр. Богородиці. 1912.

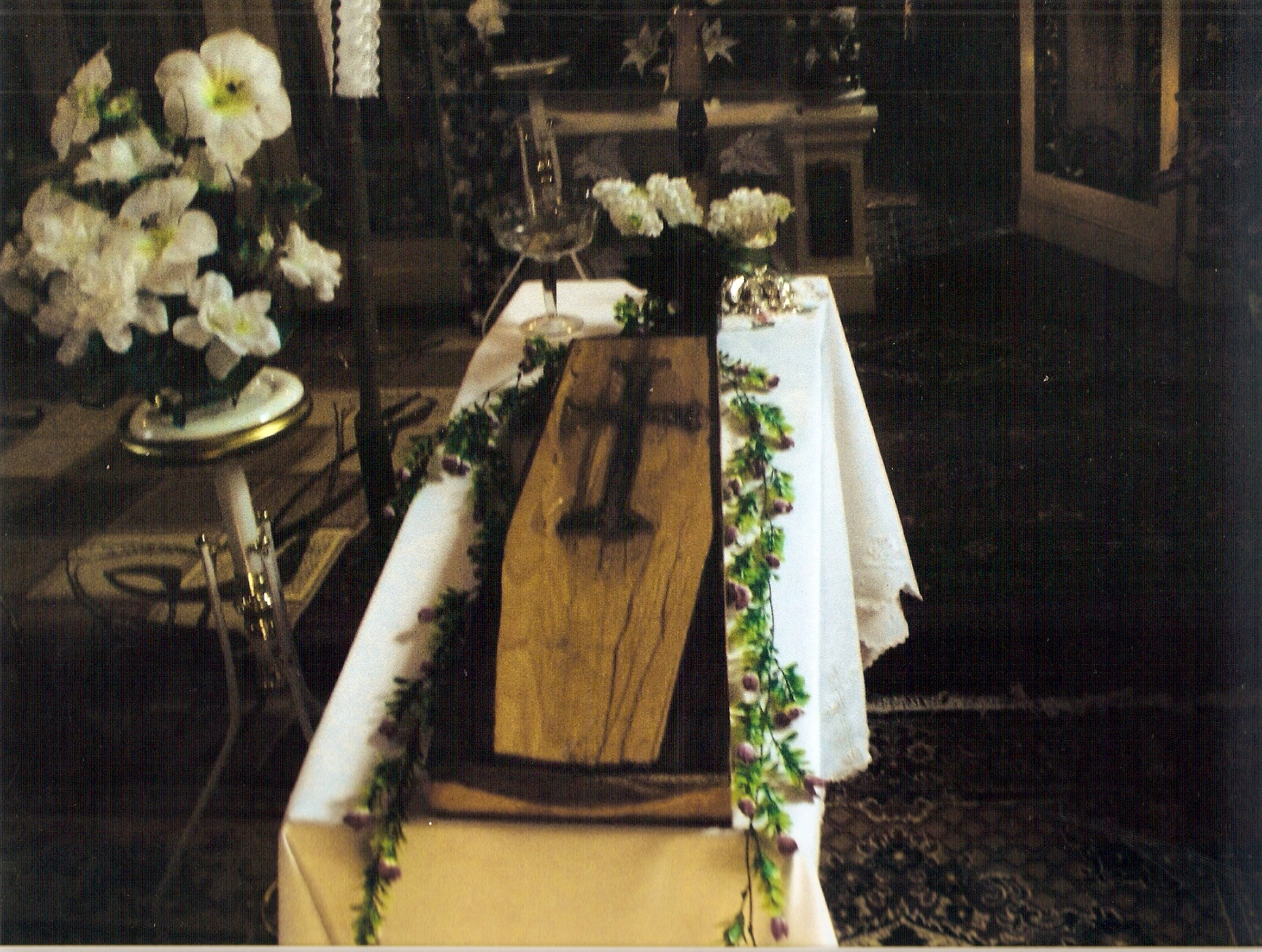
Чудотворний хрест. 2002 рік.

Парохія відома з середини XVII ст. Угорську назву Ormod село отримало в 1888 р.
Вперше церкву згадано в 1692 р. У 1733 р. за священика Андрія Брестовського згадують дерев'яну церкву св. Михайла. Тоді філії були в селах Лецовиця, Малий Брестів, Плоскановиця і Цолановиця. Про нову дерев'яну церкву йдеться 1798 р.
Дерев'яна церква св. Миколи стояла в селі до 1912 р., коли трохи вище було збудовано нову кам'яну церкву з двома колонами обабіч входу, що тримають трикутний фронтон.
Місцевий парох о. Юлій Данкулинець сам зробив проект церкви, а також організував і вів усе будівництво.
Іконостас роботи І. Павлишинця налічує 48 ікон, намальованих олією на полотні Ю. Віраґом. Малювання в інтер'єрі виконали художник Ландовський та маляр Михайло Ласло у 1950-х роках. Перед головним фасадом у 1931 р. було встановлено кам'яний хрест.
Місцевий парох Іван Малишко перебував в ув'язненні з 1949 до 1956 р.

## Заповідне урочище
Де́ренів — заповідне урочище місцевого значення в Україні. Розташоване в межах Мукачівського району Закарпатської області, на південний схід від с. Карпати, неподалік від с. Брестів. Площа 300 га. Статус надано згідно з рішенням обласної ради від 07.03.1990 року № 55. Перебуває у віданні ДП «Мукачівське ЛГ» (Чинадіївське лісництво, кв. 24, 29).
Статус надано з метою збереження частини лісового масиву з природними високопродуктивними насадженнями дуба скельного і бука.

## Населення
Згідно з переписом УРСР 1989 року чисельність наявного населення села становила 412 осіб, з яких 195 чоловіків та 217 жінок.
За переписом населення України 2001 року в селі мешкали 354 особи.

### Мова
Розподіл населення за рідною мовою за даними перепису 2001 року:
| Мова       | Відсоток |
| ---------- | -------- |
| українська | 98,87 %  |
| російська  | 0,85 %   |
| білоруська | 0,28 %   |

## Легенда «Скелі кохання»

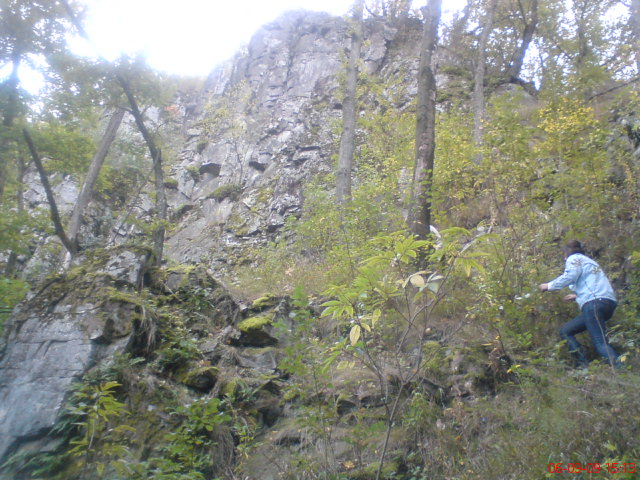
«Скелі кохання»

Із подружнім життям графа Шенборна пов'язана велика кількість легенд. Найвідомішою з них є легенда пов'язана з ревнощами графа Шенборна. Він постійно перевіряв на вірність та відданість свою дружину. Одного разу місцева ворожка порадила йому надійний і безвідмовний спосіб перевірити, чи була дружина вірною йому: потрібно попросити її спуститися з Соколових скель (30-метрова скеля навпроти замка). Спустившись зі скелі, графиня підтвердить, що ніколи не зраджувала чоловіка.
Молода дружина без вагань спустилася вниз по стрімкій скелі. Вона довела графу свою любов і вірність. Але, не пробачивши чоловікові такого смертельно-небезпечного випробування, вона покинула графа.
З тих пір Соколові скелі людина називають «Скелею кохання». У наш час, багато молодих закоханих пар з усіх куточків України приходять на це місце, щоб заприсягтися один одному у вірності і вічному коханні.

## Туристичні місця
— найдені 2 поклади X—IX століття до нашої ери. Один складався із 6 бронзових мечів, другий — із сільськогосподарських знарядь.
- Брестівський скарб, який належить до групи грошово-речових, у які входило 25 золотих римських монет від Сабіни до Валента (II—IV століття нашої ери), золоті злитки й уривки золотого ланцюжка. Загальна вага скарбу 490 г.
- поселенням культури карпатських курганів, яка припадає на 100—400 роки. Тут було знайдено знаряддя праці: миски з орнаментом, прикраси, мечі, мотики, серпи, ножі, пряжки, преслиця і золоті прикраси V століття нашої ери. Цю культуру зараховують до племен карпів або до костобоків.
- В урочищі Костьове за часів графа Шенборна була збудована колиба для ночівлі мисливців. Люди 20-30-х років народження пам'ятають цю колибу. Довгий час по тому бачили і руїни колиби.
- храм Різдва Пр. Богородиці. 1912 — Де́ренів — заповідне урочище місцевого значення
- Соколові скелі